# チャリダー★
『チャリダー★』は、NHK BS1にて放送されている、自転車（サイクルツーリング）をテーマとした教養番組・情報番組である。2013年7月から単発番組として放送開始。2015年4月からは原則として毎週土曜18時30分から18時50分（再放送随時、NHKプロ野球中継のクッション番組として）に『チャリダー★快汗!サイクルクリニック』としてレギュラー放送となった。2016年4月16日から毎週土曜18時から18時25分に変更となった。その後、2019年度からは本番組の後に放送していた『ラン×スマ 街の風になれ』が2019年度から『ラン×スマ』とタイトルを変更して水曜に移動、50分放送に移行したことに伴い、本番組も放送時間が50分に拡大された。
サイクリングを愛好するスポーツマンや各界の愛好者が、全国各地の観光地をサイクルツーリングで巡るほか、サイクリングを始めようという初心者や、サイクリング愛好家の視聴者のために、サイクリングの極意について解説する「サイクルクリニック」も行われる。
不定期でチャリダー★の名前を冠した３～５分程度の情報や交通安全などに関するミニ番組も放送されている。
2015年度からこの直前（前述の通り2016年度からは直後）に放送されている『ラン×スマ 街の風になれ』とコラボした「ランチャリ」という企画を行っており、第1弾として2015年8月22日に富士山ロケを実施。当番組チームからは、「Mountフジヒルクライム」大会に猪野学と小島よしおが参加した。
2023年3月18日の放送をもって朝比奈彩が正式に卒業。3月26日にランスマ倶楽部（2020年度にラン×スマからタイトル変更）とチャリダー★がコラボした「明日に向かって走れ！〜ランスマ×チャリダー夢の共演〜」が放送され、4月からランスマ倶楽部とチャリダー★が交代で隔週金曜日21時30分から22時00分までの30分枠へと変更された。
2024年5月から髙木菜那が加入し、新企画「髙木菜那がゆく」が始動。

## 出演者
レギュラー出演
- うじきつよし
- 竹谷賢二（サイクルクリニック・アドバイザー）
- 猪野学

（準レギュラー）
- 青島心
- 前田亜美
- 新井舞良
- 志田音々
- 髙木菜那

チャリダー・ファミリー
チャリダー★＞出演者を参照
- 具志堅用高　ほか

ナレーション
- 千葉繁
- 七緒はるひ

過去
- 堤下敦
- 朝比奈彩

## 主な企画コーナー
坂バカ女子部
オーディションで選ばれたお笑い芸人の女性がメンバーとなり、猪野が監督となって、全国各地のヒルクライムイベントに参加して上位入賞を目指す企画。2017年で一旦終了したが、2019年の番組リニューアル時に「新・坂バカ女子部」として復活。監督の猪野、メンバーのふるやいなや、牧野ステテコの他、一般から選ばれたアマチュアライダーが1名加わっている。初期の出演者の一人、三谷尚子は本番組出演を機にプロの競輪選手になった。
ロードレース男子部
2018年に企画開始。アマチュアレーサーの筧五郎が中心となって結成された、アマチュアのサラリーマンレーサーが集まったチーム。日本各地のアマチュアレースに参加して個々の実力を磨きながら、国内アマチュアレーサー最高峰の舞台と言われる「ツール・ド・おきなわ」の市民140キロレースでの優勝を目指す。結成2年目のツール・ド・おきなわ2019において、チームメンバーが優勝を飾ったことで一旦企画は終了したが、2022年に今度は同レースの最長距離となる市民210キロレースの優勝を目指して企画が再スタートしている。
2023年度は強力なメンバー２名が加わり新体制を作る。
2024年3月8日に放送された「ツール・ド・おきなわ」を最後に筧五郎がチーム監督を退く。
100キロ倶楽部
2020年に企画開始。体重およそ100キログラムのメンバー3名が、自転車に継続して乗ることで健康な肉体を手に入れ、箱根駅伝のコースに沿って東京から箱根までのおよそ100キロの道のりを自転車で走破しようという企画。メンバーは上木恋愛研究所（キューティー上木、ロマンス河野）と番組スタッフ1名。2021年3月の放送で全員が箱根まで無事に完走して終了。
坂バカ部
2021年に企画開始。（「坂バカ部誕生！ヒルクライムに挑戦 (初回放送: 2021年5月29日)」）
企画の趣旨は坂バカ女子部と同様で、特訓や全国各地のヒルクライムイベントに参加したりして実力を高め、ヒルクライムレースでの上位入賞や完走することを目標とする。
監督は筧五郎が務める。坂バカ女子部同様に猪野も参加しているが、この企画では監督ではなく部員見習いとなり自己ベストを狙う。企画開始当初のメンバーは一般ライダー2名（ひとりはバーティカル・ランニングの日本のトップランナー、もうひとりはママチャリでヒルクライムに挑むライダー）とロマンス河野。更に青島心がマネージャーに就任して応援とサポートを務める。
2021年シーズン終了後に河野が企画から卒業。
2022年、最終目標が全日本マウンテンサイクリングin乗鞍に設定された。
また、それまでチャリダー★の様々な単発テーマの放送回に不定期で出演していたタレントの新井舞良が8月の福島で体験入部し、以降、正式に部員となった。
2023年、2月に2022年度の振り返り放送があり、４月にリニューアル。筧五郎が監督を続投、部員の新井舞良は坂バカ部キャプテンを任される。前シーズン終了と共に部員見習いの猪野学と一般部員1名が卒業、一般ライダー3名が入部、一般部員1名が残留で、部員数は合計5名に。
チャリダー★広報委員会
2022年に企画開始。自転車初心者の女性3名が各地の自転車イベントに参加しながら自転車の楽しさを伝えつつ、自分たちも個々の目的に向かいながら自転車の面白さを学んでいく企画。
メンバーは元AKB48の前田亜美、モデル兼俳優の青島心、元新体操日本代表のサイード横田仁奈の3名。
元々「自転車女子養成スクール (初回放送: 2021年11月6日)」で自転車初心者として３人は初共演。その後「全員集合！大運動会 (初回放送: 2022年4月9日)」にて３人で正式な番組の準レギュラーとして「宣伝委員会」を名乗り、共演３回目の「広報委員会 ロングライド初体験 IN 島根 (初回放送: 2022年5月14日)」でこの企画に昇格。（終了発表は無いが2022年9月の放送回を最後に現在は事実上の休止状態）
ロングライド女子部
2023年4月に企画開始。坂バカ俳優・猪野学が監督を務め、イベントの時にはメンバーをサポートする。公募に志願した20〜50代の個性豊かなメンバー5名が自己最長距離の更新を目指す。
髙木菜那がゆく
2024年5月に企画開始。以前ゲスト出演の時にレギュラー陣に大差を付けて抜き去ってしまうほどの爆走を見せ付けた元スピードスケート選手・金メダリストの髙木菜那が、この企画開始と共にチャリダー★に正式に加入。現役時代にトレーニングの一環としてロードバイクに乗っていた事から、競技引退後に興味が高まり、自転車イベントに積極的に参加していたとの事で、そのご縁から世界を目指す若きチャリダーを尋ねる新企画、「髙木菜那がゆく」が始動した。

## 放送履歴
レギュラー放送はチャリダー★＞これまでの放送を参照
| 初回放送日                        | テーマ（カッコ内・特記のない人物はレポーター） |
| --------------------------------- | --- |
| 2013年7月15日                     | - 目指せ100km・静岡・西伊豆28kmライドに挑戦（堤下） - 山岳王への道・伊吹山ヒルクライムリポート（猪野） - 日本チャリダー列伝・常識を覆したハブ（ゲスト・近藤信夫）                                   |
| 2013年9月23日                     | - 目指せ100km・裏磐梯・桧原湖畔32キロを走る（堤下） - 山岳王への道・富士山国際ヒルクライム参戦リポート（猪野） - 日本チャリダー列伝・世界で一台だけの自転車（ゲスト・長澤義明）                     |
| 2013年10月26日                    | - 目指せ100km・長野・八ヶ岳高原（堤下） - 山岳王への道・ジェントルマンズレースリポート（猪野） - 日本チャリダー列伝・風から生まれたヘルメット（ゲスト・南裕之）                                     |
| 2013年11月29日                    | - 目指せ100km・南房総をめぐる62キロに挑戦（堤下） - 山岳王への道・ペダリング特訓・計測編/特訓編（猪野） - 日本チャリダー列伝・世界最強チームに突撃取材（ゲスト・スカイプロサイクリング）            |
| 2013年12月23日                    | - 目指せ100km・世界遺産・富士五湖をめぐる（堤下） - 山岳王への道・野辺山シクロクロス2013リポート（猪野） - 日本チャリダー列伝・人生を支えた傷（ゲスト・宮澤崇史）                                   |
| 2014年1月24日                     | - 目指せ100km・東京〜横浜、母を訪ねて60キロ（堤下） - 山岳王への道・東大卒の理論派!森本師匠と“坂バカ”合宿!（猪野） - 日本チャリダー列伝・自転車愛を込めて（ゲスト・辻啓）                           |
| 2014年3月24日                     | - 目指せ100km・天草下島一周サイクルマラソン（堤下） - 山岳王への道・雪上レースに挑戦!（猪野） |
| 2014年5月4日                      | - チャリダーふたり旅（具志堅・横地） - 山岳王への道・みんなで箱根ヒルクライム（猪野） |
| 2014年5月18日                     | - チャリダー★ガールズ 1泊2日京都の旅（山根・武智・オカリナ） - 山岳王への道・ツール.ド.草津参戦リポート（猪野）                                                                                     |
| 2014年7月13日                     | - 富士山国際ヒルクライム参戦リポート（猪野・筒井） - うじきつよし、自転車をつくる。・三陸のフレームビルダー（ゲスト・盛合博美）                                                                     |
| 2014年8月24日                     | - 那須高原ロングライド（うじき、オカリナ） - 山岳王への道・那須岳ヒルクライムレース（猪野） - うじきつよし、自転車をつくる。・日本人による日本人のためのハンドル（ゲスト・吉川章）                  |
| 2014年9月21日                     | - チャリダー★極楽旅 岩手・八幡平を満喫する61km（具志堅・武智） - 山岳王への道・猪野学「上半身のブレ問題」にメス!（猪野） - うじきつよし、自転車をつくる。・カスタムペイントの匠（ゲスト・宇谷智行） |
| 2014年10月26日                    | - 丘のまち びえいセンチュリーライド（レイザーHG） - 山岳王への道・北海道編（猪野） |
| 2014年11月30日                    | - 『びわイチ』 琵琶湖1周200ｋｍのロングライドに挑戦!（茂山） - 山岳王への道・The PEAKS（猪野） |
| 2015年1月30日                     | - 東京ど真ん中ライド（潮田） - 山岳王への道・堤下敦&レイザーラモンHG、東京の坂に挑む（猪野・堤下・レイザーHG）                                                                                      |
| チャリダー★＞これまでの放送も参照 | |